# Rivière Nepton (vattendrag i Kanada, lat 49,92, long -74,02)
Rivière Nepton är ett vattendrag i Kanada.   Det ligger i provinsen Québec, i den östra delen av landet, 500 km norr om huvudstaden Ottawa.
I omgivningarna runt Rivière Nepton växer i huvudsak blandskog. Trakten runt Rivière Nepton är nära nog obefolkad, med mindre än två invånare per kvadratkilometer.